# Gnorimus bartelsi
Gnorimus bartelsi är en skalbaggsart som beskrevs av Franz Faldermann 1835. Gnorimus bartelsi ingår i släktet Gnorimus och familjen Cetoniidae. Inga underarter finns listade i Catalogue of Life.